# II Universiade
La II Universiade estiva (Лятна универсиада 1961) si svolse a Sofia, in Bulgaria, dal 25 agosto al 3 settembre 1961.

## Sport
- Atletica leggera (dettagli)
- Ginnastica artistica (dettagli)
- Pallacanestro (dettagli)
- Pallavolo (dettagli)
- Pallanuoto (dettagli)
- Scherma (dettagli)
- Nuoto (dettagli)
- Tennis (dettagli)
- Tuffi (dettagli)

## Medagliere
| Pos.   | Nazione          |    |    |    | Tot. |
| ------ | ---------------- | -- | -- | -- | ---- |
| 1      | Unione Sovietica | 21 | 23 | 7  | 51   |
| 2      | Giappone         | 9  | 5  | 4  | 18   |
| 3      | Ungheria         | 8  | 2  | 8  | 18   |
| 4      | Romania          | 6  | 6  | 9  | 21   |
| 5      | Jugoslavia       | 4  | 2  | 0  | 6    |
| 6      | Cecoslovacchia   | 3  | 6  | 8  | 17   |
| 7      | Germania Ovest   | 3  | 4  | 12 | 19   |
| 8      | Polonia          | 3  | 4  | 4  | 11   |
| 9      | Italia           | 3  | 0  | 2  | 5    |
| 10     | Bulgaria         | 2  | 5  | 7  | 14   |
| 11     | Regno Unito      | 2  | 5  | 4  | 11   |
| 12     | Sudafrica        | 1  | 1  | 0  | 2    |
| 12     | Svezia           | 1  | 1  | 0  | 2    |
| 14     | Irlanda          | 1  | 0  | 1  | 2    |
| 15     | Cuba             | 1  | 0  | 0  | 1    |
| 16     | Austria          | 0  | 2  | 1  | 3    |
| 17     | Svizzera         | 0  | 2  | 0  | 2    |
| 18     | Belgio           | 0  | 1  | 0  | 1    |
| Totale | Totale           | 68 | 69 | 67 | 204  |